# Сэрэтень (Леовский район)
Сэрэтень (рум. Sărăteni, Саратены) — село в Леовском районе Молдавии. Является административным центром коммуны Сэрэтень, включающей также село Виктория.

## География
Село расположено на высоте 66 метров над уровнем моря.

## Население
По данным переписи населения 2004 года, в селе Сэрэтень проживает 775 человек (378 мужчин, 397 женщин).
Этнический состав села:
| Национальность | Число жителей | Процентный состав |
| -------------- | ------------- | ----------------- |
| молдаване      | 329           | 42.45             |
| болгары        | 13            | 1.68              |
| украинцы       | 5             | 0.65              |
| русские        | 1             | 0.13              |
| прочие         | 2             | 0.26              |
| Всего          | 775           | 100%              |